# Università di economia di Katowice
L'Università di economia di Katowice è un'istituzione d'istruzione superiore di Katowice, in Polonia.
L'Università di economia, allora Collegio di scienze sociali ed economiche, venne aperto agli studenti l'11 gennaio 1937 quando si tennero le prime lezioni nella facoltà di Organizzazione Industriale. Il primo rettore è stato Józef Lisak. Non molto tempo dopo la sua fondazione scoppiò la seconda guerra mondiale e la scuola dovette chiudere tra il settembre del 1939 e il febbraio del 1945.
Dopo la guerra, il numero degli studenti crebbe velocemente e l'autorità dell'università decise di spostare le sezioni accademiche e amministrative dai palazzi dello Śląskie Techniczne Zakłady Naukowe (Scuola di tecnologia della Slesia) al centro della città nel Katowice-Zawodzie (ufficio del rettore) e nel palazzo è in ulica Bogucicka. L'anno accademico 1946/1947 venne inaugurato nella nuova sede.
Nel 1950 il governo polacco decise di standardizzare l'educazione di tipo economico in tutto il Paese. Per questo motivo, il nome dell'università venne modificato in Collegio di Stato dell'amministrazione economica. Nel 1972, in occasione del suo 35º anniversario, all'università venne dato il nome di Karol Adamiecki e due anni dopo l'università acquisì la denominazione attuale.
Gli ultimi cambiamenti effettuati comprendono la modernizzazione dei vecchi edifici, così come l'apertura di nuove strutture per la didattica. L'organizzazione interna ha visto, inoltre, l'ampliamento del numero delle facoltà e delle specializzazioni, come la Facoltà di Finanza e Assicurazioni nel 2002 e quella di Informatica e Comunicazione nel 2009.
In seguito alla decisione del parlamento, dal 1º ottobre del 2010 l'istituto ha cambiato il suo nome in polacco, passando da "Akademia Ekonomiczna im. Karola Adamieckiego w Katowicach" a "Uniwersytet Ekonomiczny w Katowicach".